# 大分ティーエスセミコンダクタ
株式会社大分ティーエスセミコンダクタ（おおいたティーエスセミコンダクタ）は、かつて大分県大分市に本社を置き、半導体ウエハー製造、アセンブリ加工を行っていた半導体製造会社。大分TSセミコンダクタとも表記される。
株式会社東芝が51%、ソニー株式会社が49%を出資する合弁会社であったが、2008年3月の契約満了を以て合弁を終了し、設備資産は東芝が買い取った。

## 概要
東芝とソニー・コンピュータエンタテインメント（SCE）が共同開発したPlayStation 2（PS2）のCPUであるEmotion Engineを製造するために、1999年に東芝とSCEによって設立された。社名中のティー（T）は東芝を、エス（S）はソニーを意味する。東芝の半導体生産拠点である東芝大分工場内に製造ラインを有していた。
なお、ソニー側では、ソニー・グループ内での半導体事業のソニー株式会社への集約に伴い、2004年3月に株式および製造設備資産をSCEからソニー株式会社に移管していた。
PlayStation 3（PS3）のGPUであるRSXをはじめとするCell周辺のシステムLSIの製造を中心としていた。また、PS3の生産が拡大した際には、Cellを生産することが予定されていたが、Cellの生産は2008年3月3日に新たに設立された長崎セミコンダクターマニュファクチャリング株式会社（NSM）で行われた。
2006年の売上高は、大分県内に本社を置く企業の中で第9位であった。